# Svizzera ai II Giochi olimpici invernali
La Svizzera partecipò ai II Giochi olimpici invernali, svoltisi a Sankt Moritz, Svizzera, dall'11 al 19 febbraio 1928, con una delegazione di 41 atleti impegnati in sette discipline.

## Medaglie

### Per discipline
| Sport              | Oro | Argento | Bronzo | Totale |
| ------------------ | --- | ------- | ------ | ------ |
| Hockey su ghiaccio | 0   | 0       | 1      | 1      |
| Totale             | 0   | 0       | 1      | 1      |

### Medaglie
| Medaglia | Atleta   | Sport              | Evento |
| -------- | -------- | ------------------ | ------ |
| Bronzo   | Svizzera | Hockey su ghiaccio | -      |